# Takayuki Yokoyama
Takayuki Yokoyama (Kochi, 22 december 1972) is een voormalig Japans voetballer.

## Carrière
Takayuki Yokoyama speelde tussen 1995 en 2003 voor Cerezo Osaka, Shimizu S-Pulse en Sagawa Express Osaka.